# Liste der Monuments historiques in Watten (Nord)
Die Liste der Monuments historiques in Watten (Nord) führt die Monuments historiques in der französischen Gemeinde Watten auf.

## Liste der Bauwerke
| Bezeichnung           | Beschreibung                       | Standort           | Kennzeichnung | Schutzstatus | Datum | Bild           |
| --------------------- | ---------------------------------- | ------------------ | ------------- | ------------ | ----- | -------------- |
| Abtei                 |                                    | La Montagne (Lage) | PA00107886    | Classé       | 1980  | weitere Bilder |
| Kirche St-Gilles      | Erbaut im 15. Jahrhundert          | (Lage)             | PA00107887    | Inscrit      | 1984  | weitere Bilder |
| Moulin de la Montagne | Mühle, erbaut im 18. Jahrhundert   | (Lage)             | PA00107888    | Inscrit      | 1977  | weitere Bilder |
| Turm der Abtei        | Abbaye Notre-Dame du Mont (Watten) | (Lage)             | PA00107889    | Classé       | 1909  | weitere Bilder |

## Liste der Objekte
- Monuments historiques (Objekte) in Watten (Nord) in der Base Palissy des französischen Kultusministeriums